# Лонгсхютан
Лонгсхютан (на шведски: Långshyttan) е малък град в централна Швеция, лен Даларна, община Хедемура. Намира се на около 170 km на северозапад от столицата Стокхолм и на около 20 km на югоизток от Фалун. Има крайна жп гара. Населението на града е 1584 жители, по приблизителна оценка от декември 2017 г.